# Alan R. Moon
Alan R. Moon (Southampton, 18 novembre 1951) è un autore di giochi britannico.
È considerato uno dei più significativi ideatori di giochi in stile tedesco e molti dei suoi prodotti sono visti come delle variazioni ludiche del problema del commesso viaggiatore.

## Biografia
Alan R. Moon lavorò come game designer a Avalon Hill, Parker Brothers e Ravensburger F.X. Schmid USA. Il suo primo gioco fu Black Spy (Avalon Hill, 1981) ispirato al classico Hearts. Con Airlines, pubblicato dalla casa editrice tedesca Abacus nel 1990, ottenne una certa popolarità. Nello stesso anno fondò una propria azienda, White Wind, che la condusse fino al 1997. Da quel momento, ritornò a pubblicare con Ravensburger e Days of Wonder.
Dal 2000, Moon è game designer freelance, con dozzine di prodotti da lui ideati. Vinse due Spiel des Jahres, per Elfenland nel 1998 e per Ticket to Ride nel 2004 (con cui vinse anche altri riconoscimenti).

## Ludografia parziale
- Capitol con Aaron Weissblum (2001, candidatura allo Spiel des Jahres, 5º posto al Deutscher Spiele Preis)
- Das Amulett con Aaron Weissblum (2001, candidatura allo Spiel des Jahres nominated, 10º posto al Deutscher Spiele Preis)
- Diamant con Bruno Faidutti (2005)
- Down with the King con Glenn e Kenneth Rahman (1981)
- Elfenland (1998, vincitore allo Spiel des Jahres, 3º posto al Deutscher Spiele Preis)
- Get the Goods con Mick Ado (1990, candidatura allo Spiel des Jahres, 4º posto al Deutscher Spiele Preis)
- San Marco (2001, candidatura allo Spiel des Jahres, 7º posto al Deutscher Spiele Preis)
- Ticket to Ride (2004, vincitore allo Spiel des Jahres)
- Union Pacific (1999, candidatura allo Spiel des Jahres, 3º posto al Deutscher Spiele Preis)